# دوغ بيندر
دوغ بيندر (بالإنجليزية: Doug Binder)‏ هو رسام بريطاني، ولد في 1941.